# Positive Mental Octopus
Positive Mental Octopus é uma compilação de clipes da banda Red Hot Chili Peppers lançado como VHS em 1990 pela Capitol Records.

## Canções
1. "Taste the Pain"
2. "Higher Ground"
3. "Knock Me Down"
4. "Fight Like a Brave"
5. "Fire"
6. "Jungle Man"
7. "Catholic School Girls Rule"
8. "True Men Don't Kill Coyotes"